# NGC 2820
NGC 2820 (również NGC 2816, PGC 26498 lub UGC 4961) – galaktyka spiralna z poprzeczką (SBc/P), znajdująca się w gwiazdozbiorze Wielkiej Niedźwiedzicy.
Odkrył ją William Herschel 3 kwietnia 1791 roku, a jego obserwacja otrzymała numer NGC 2820 w katalogu NGC. Obserwował ją też John Herschel 30 marca 1832 roku, a jego obserwacja została skatalogowana pod numerem NGC 2816. Jednak przez pewien czas uważano, że galaktyką zaobserwowaną wtedy przez Johna Herschela była NGC 2742 i do tej pory numer NGC 2816 widnieje w wielu katalogach (np. w bazie SIMBAD) jako alternatywne oznaczenie galaktyki NGC 2742. Analiza oryginalnych dokumentów Johna Herschela pozwoliła jednak ustalić, że w rzeczywistości obserwował on tamtej nocy galaktykę NGC 2820, lecz błędnie zredukował (tzn. przeliczył z surowych danych) jej pozycję.